# Chuck Clark
Chuck Clark (Filadelfia, Pensilvania, 19 de abril de 1995) es un jugador profesional estadounidense de fútbol americano que se desempeña en la posición de safety en New York Jets, equipo de la National Football League (NFL).

## Carrera
Fue seleccionado en la sexta ronda en la Reunión Anual de Selección de Jugadores de la NFL de 2017. Hizo su debut profesional con el equipo Baltimore Ravens, en el cual jugó seis temporadas (2017-2023), posteriormente pasó a New York Jets.